# Robert Pattai

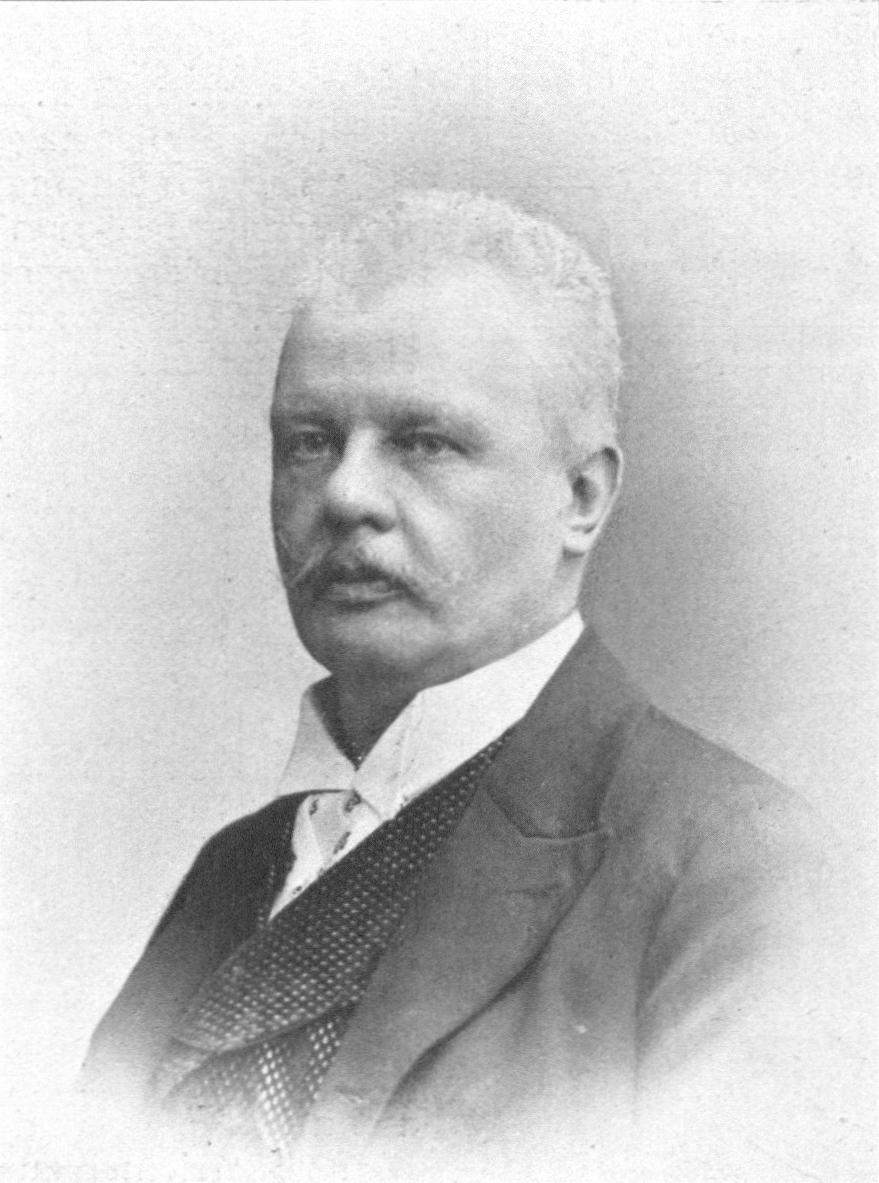
Robert Pattai

Robert Pattai (* 9. August 1846 in Graz; † 30. September 1920 in Wien) war ein österreichischer Rechtsanwalt und Politiker.

## Leben
Robert Pattai, Sohn des Advokaten Guido Pattai, eines Mitglieds der Frankfurter Nationalversammlung, studierte an der Technischen Hochschule Graz und an der juridischen Fakultät der Universität Wien. In Wien wurde er 1872 zum Dr. iur. promoviert. Nach der Ausbildung in Brünn, Graz und Wien war er von 1876 bis 1903 Hof- und Gerichtsadvokat in Wien. Als Antisemit stand er in seiner politischen Laufbahn erst den Alldeutschen und Georg von Schönerer nahe. Er arbeitete am deutschnationalen Linzer Programm von 1882 mit und war 1882–1885 Präsident des Österreichischen Reformvereins. Bald schloss er sich der entstehenden Christlichsozialen Partei an. In ihr spielte er zeitweise eine führende Rolle; gegen Karl Lueger kam er aber nicht an. Mit fortschreitender Karriere wurde er in seiner Judenfeindlichkeit vorsichtig, was ihm das Attribut „Salonantisemit“ eintrug.
Von 1885 bis 1911 vertrat er seinen Wohnbezirk Mariahilf im Reichsrat. Ab 1886 nahm er an den von Karl von Vogelsang initiierten Enten-Abenden teil, bei denen die geistigen Grundlagen der Christlichsozialen Partei erarbeitet wurden.  Von 1899 bis 1915 saß er im Landtag von Niederösterreich. Ab 1901 war er als ständiger Berichterstatter beim Reichsgericht. Von 1909 bis 1911 war er Präsident vom Reichsrat. Wegen seiner juristischen und technischen Kenntnisse wurde er als Abgeordneter mehrmals in Kommissionen zur Vorbereitung einschlägiger Gesetze entsandt. Eine Rolle spielte er im Lokaleisenbahnwesen. Nachdem er bei der Reichsratswahl 1911 gegen den Sozialdemokraten Karl Leuthner verloren hatte, trat er politisch nicht mehr hervor. 1917 wurde er in das Herrenhaus berufen. 1905 hatte er eine Berufung abgelehnt. Mit 74 Jahren gestorben, wurde Robert Pattai am 2. Oktober 1920 auf dem Ober Sankt Veiter Friedhof beigesetzt. Die Grabstelle wurde im Jahr 2008 wieder vergeben.

## Schriften
- Das klassische Gymnasium und die Vorbereitung zu unseren Hochschulen. Wien 1909.
- mit Karl Neisser, Otto Neisser und Wilhelm Braumüller: Geschäftsordnung für das Abgeordnetenhaus des Reichsrates, beschlossen am 2. März 1875, mit den Änderungen vom 16. Juli 1908. Wien 1909.
- Haftpflicht für Schäden aus Elektrizitätsanlagen und Luftfahrt. Bericht erstattet dem Deutschen Juristentag zu Wien. Wien 1912.
- Das Erbbaurecht – eine rechtsvergleichende Untersuchung. Wien 1914.
- Länderautonomie. Wien 1917.
- Rede über die Kriegs- und Friedensziele. Wien 1918.

## Ehrungen
Unvollständige Liste
- Geheimrat (1911)